# Liste der Moselfähren
Die Liste der Moselfähren nennt Fährverbindungen über die Mosel. Fähren waren früher die einzige Möglichkeit, die Mosel zu überqueren. Anfangs waren dies Nachen, die in fast jedem Ort unterhalten wurden. Fuhrwerksfähren kamen erst später auf. Mittlerweile gibt es allein auf dem deutschen Teilstück knapp 50 Brücken über die Mosel. An manchen Stellen, insbesondere wo der Abstand zur nächsten Brücke groß ist, haben Fähren ihre Daseinsberechtigung behalten.
Im Einzugsgebiet der Mosel gab es zahlreiche Fähren auch an der Saar oder an der Sauer.
Eine aktive Fähre ist die Welles bei Dreisbach an der Saarschleife.

## Liste der deutschen Moselfähren
| Strom-km | befördert                  | Name Fährverbindung                    | Fährschiff                   | Ort links                | Ort rechts  | Bemerkungen / Bild                                                               |
| -------- | -------------------------- | -------------------------------------- | ---------------------------- | ------------------------ | ----------- | -------------------------------------------------------------------------------- |
| 0,3      | Personen, Fahrräder        | Moselfähre                             | Liesel                       | Koblenz-Lützel           | Koblenz     | Fährbetrieb bei Bedarf Foto                                                      |
| 9,0      | -                          | Moselfähre Koblenz-Lay                 | Lay                          | Koblenz                  | Koblenz-Lay | Fährbetrieb wurde 2013 eingestellt                                               |
| 47,55    | Autos, Personen, Fahrräder | Klotten – Naturschutzgebiet Pommerheld | Fähre Klotten                | Klotten                  | Pommerheld  | Betriebszeiten und Preise                                                        |
| 61,15    | Autos, Personen, Fahrräder | Moselfähre Beilstein                   | St. Josef                    | Ellenz-Poltersdorf       | Beilstein   | Betriebszeiten                                                                   |
| 81,84    | Personen, Fahrräder        | Fähre Alf – Bullay                     | Remigius                     | Alf                      | Bullay      | Betriebszeiten                                                                   |
| 91,10    | Autos, Personen, Fahrräder | Briedel – Barl                         | Fähre Briedel                | Zell                     | Briedel     | Betriebszeiten                                                                   |
| 93,81    | Autos, Personen, Fahrräder | Fähre Pünderich                        | Marienburg                   | Pünderich                | Pünderich   | Betriebszeiten und Preise                                                        |
| 102,06   | Personen, Fahrräder        | Fähre Enkirch – Kövenig                | Enkirch                      | Kröv                     | Enkirch     | Betriebszeiten                                                                   |
| 116,85   | -                          | Lösnicher Fähre                        |                              | Lösnich                  | Lösnich     | Fährbetrieb wurde 1968 eingestellt                                               |
| 132,18   | -                          | Cochem – Cond                          | Reichsburg                   | Cochem                   | Cond        | Foto Personenfähre, Betrieb wurde 2013 eingestellt                               |
| 206,0    | Autos, Personen, Fahrräder | Oberbillig – Wasserbillig              | Sankta Maria Sankta Maria II | Wasserbillig (Luxemburg) | Oberbillig  | seit Ende 2017 ist eine Elektro-Solarfähre im Einsatz; Betriebszeiten und Preise |